# Néféroubity
Néféroubity (ou Akhbetnéférou, selon les traductions) est une princesse de la XVIIIe dynastie égyptienne. Elle est la fille du pharaon Thoutmôsis Ier et de la grande épouse royale Ahmès. Elle est donc la sœur cadette de la reine-pharaon Hatchepsout, et la sœur ou demi-sœur des princes Ouadjmès, Amenmès et Thoutmôsis, futur Thoutmôsis II.
Représentée enfant sur les murs du temple de sa sœur à Deir el-Bahari avec ses parents, elle meurt jeune, probablement sous le règne de son père Thoutmôsis Ier. En effet, elle est représentée sur le temple de sa sœur à Deir el-Bahari, accompagnée de ses parents, et indiquée comme décédée (litt. « juste de voix »). Elle est nue et porte le doigt à la bouche, indice de son très jeune âge (pas plus de cinq ans). 